# Guillaume Senez
Guillaume Senez (Brussel, 6 juli 1978) is een Frans-Belgische filmregisseur en scenarioschrijver.

## Biografie
Guillaume Senez werd in 1978 in Brussel geboren en heeft de Franse en Belgische nationaliteit. Senez studeerde af aan het Institut National de Radioélectricité et de Cinématographie (INRACI) te Brussel (Vorst). Vanaf 2006 maakte hij drie korte films die vertoond werden op filmfestivals en een tiental prijzen in de wacht sleepten. Zijn eerste speelfilm Keeper ging in 2015 in première op het internationaal filmfestival van Locarno en won drie Magrittes du cinéma. In 2018 volgde zijn tweede speelfilm Nos batailles, die debuteerde op het filmfestival van Cannes in de Semaine de la Critique-sectie. De film won in 2019 vijf Magrittes du cinéma waaronder die voor beste film en beste regisseur.

## Filmografie
- 2018: Nos batailles
- 2015: Keeper
- 2012: U.H.T (korte film)
- 2009: Dans nos veines (korte film)
- 2006: La Quadrature du cercle (korte film)

## Prijzen en nominaties
De belangrijkste:
| Jaar | Prijs                    | Categorie            | Film          | Uitslag     |
| ---- | ------------------------ | -------------------- | ------------- | ----------- |
| 2019 | Magritte du cinéma       | Beste film           | Nos batailles | Gewonnen    |
| 2019 | Magritte du cinéma       | Beste regisseur      | Nos batailles | Gewonnen    |
| 2017 | Magritte du cinéma       | Beste film           | Keeper        | Genomineerd |
| 2017 | Magritte du cinéma       | Beste debuutfilm     | Keeper        | Gewonnen    |
| 2015 | Filmfestival van Locarno | Europa Cinemas Label | Keeper        | Gewonnen    |